# نشان ملی اتیوپی
نشان ملی اتیوپی از سال ۱۹۹۶ به شکل فعلی است. این شامل یک ستاره پنج‌پر درهم‌آمیخته زرد است که پرتوهای نور را روی یک سپر آبی تابش می‌کند. امروزه ستاره پنج‌پر مخفف وحدت مردم و ملیت جمهوری فدرال دموکراتیک اتیوپی است. نشان در مرکز پرچم اتیوپی وجود دارد.
پیش از سال ۱۹۷۵ از نشان امپراتوری اتیوپی استفاده می‌شد.
در سال ۱۹۷۵، یک نسخه پیشین از نشان اتیوپی، متشکل از یک گاوآهن بر روی یک آفتاب زرد رنگ که توسط یک تاج گل احاطه شده بود، به تصویب رسید. تا سال ۱۹۸۷ مورد استفاده قرار گرفت و در نهایت با رژیم درگ مرتبط شد.
طرح رنگ
|            | آبی        | زرد       |
| ---------- | ---------- | --------- |
| RGB        | 15/71/175  | 252/221/9 |
| هگزادسیمال | #0f47af    | #fcdd09   |
| CMYK       | 91/59/0/31 | 0/12/96/1 |

## تاریخچه

تصویر قرون وسطایی اروپایی از نماد اتیوپی، شیری که صلیب ایلخانی  را در دست دارد
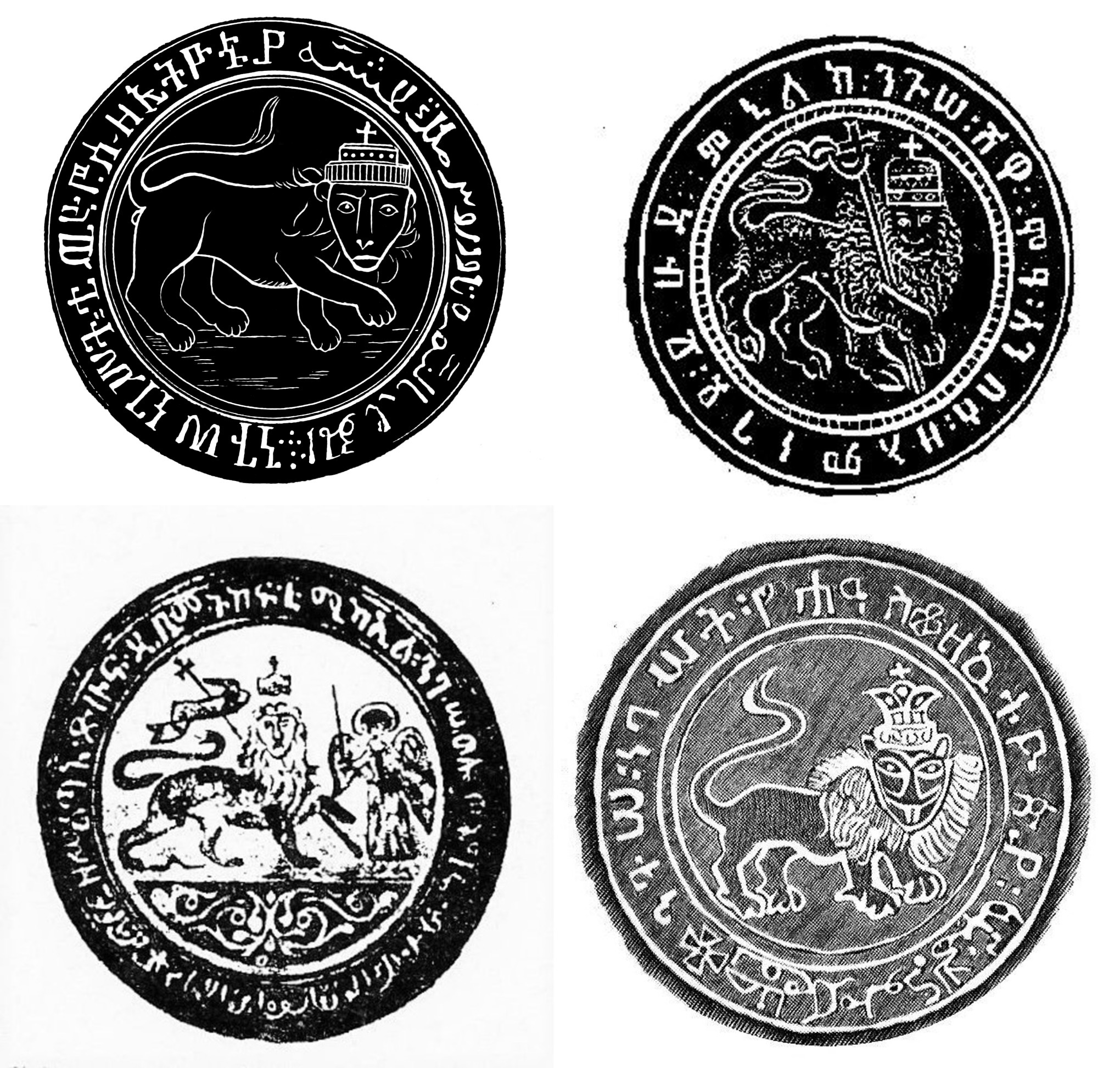
مهر و موم اعضای متعدد اشراف اتیوپی در طول سده ۱۹ و اوایل سده ۲۰
فتح شیر یهودا (۱۸۹۷-۱۹۷۴)
شیر فتح یهوداپس از سرنگونی Haile Selassie با برداشتن تاج از سر شیر و با تغییر نوک صلیب نقطه به نیز اصلاح شد (۱۹۷۴–۱۹۷۵)
نشان  دولت نظامی موقت اتیوپی سوسیالیستی (۱۹۷۵-۱۹۸۷)
نشان  جمهوری دموکراتیک خلق آتیوپی(۱۹۸۷-۱۹۹۱)
نشان  دولت انتقالی اتیوپی (۱۹۹۱-۱۹۹۵)
نشان اتیوپی (۱۹۹۶–۲۰۰۹، رنگ آبی روشن‌تر از رنگ فعلی)

نشان امپراتوری اتیوپی (منلیک دوم)
نشان امپراتوری اتیوپی (هایله سلاسی)